# Павитра
Павитра (1894 г. – 1969 г.) (от Санскрит: 'чист, истински') е един от най-ранните духовни ученици на Шри Ауробиндо и Майката.
Роден с името Филипе Барбиер Сейнт-Хилар в Париж. През 1914 г. се дипломира като инженер в Екол Политехнически Факултет. Служи в армията през Първата Световна война като артилерийски офицер, и след войната работи като младши инженер в Министерството на транспорта и комуникациите в Париж.
С интерес към окултизма, през 1920 година заминава за Япония за да изучава Дзен Будизъм. През 1924 година заминава за Северен Китай и Монголия, където прекарва времето си в занимания по Тантра под ръководството на лама в манастир.
През 1925 година заминава за Индия и се запознава с Шри Ауробиндо и Майката в Пондичери където е бил приет за садак (духовен аспирант, ученик). Шри Ауробиндо му дава името Павитра, което означава „Яснота“.
През 1951 година, Майката го посочва за директор на новооткрития Шри Ауробиндо – Университетски Център. Работи на тази длъжност в продължение на осемнадесет години, както и като главен секретар на Ашрама до смъртта си през 1969 г. Майкатадава сведение в Аджендата(1959 г.), че Павитра е напуснал тялото си по напълно йогийски начин.
А според Сатпрем, Павитра е оставил много интересни спомени от разговорите си с Шри Ауробиндо и Майката от периода 1925 – 1926 година, голяма част от които са били унищожени (почти една трета от бележките на Павитра) от неговия най-близък сътрудник, под претекст, че някои неща „е по-добре да останат неизказани“. Останалото е публикувано като Разговори с Павитра (Conversations avec Pavitra).